# Carlton Chambers
Carlton Chambers (ur. 27 czerwca 1975) – kanadyjski lekkoatleta, sprinter, złoty medalista Igrzysk Olimpijskich.
Największym sukcesem Chambersa jest złoty medal jaki wywalczył podczas Igrzysk Olimpijskich w Atlancie (1996). Chambers biegł w biegu eliminacyjnym i półfinałowym sztafety 4 x 100 metrów, która w finale wywalczyła złoty medal, pokonując faworyzowanych gospodarzy Igrzysk – Amerykanów. W finale biegła czwórka: Robert Esmie, Glenroy Gilbert, Bruny Surin, oraz Donovan Bailey, ale Chambers również otrzymał złoty medal jako członek sztafety.
Złoty medalista mistrzostw świata (1997) – biegł w eliminacjach sztafet. W tej samej konkurencji wywalczył złoto igrzysk Wspólnoty Narodów (1994).

## Rekordy życiowe
- bieg na 100 metrów – 10,19 (1996) / 10,18w (1996)[1]